# Syndicat des travailleurs corses
 (janvier 2009).
Si vous disposez d'ouvrages ou d'articles de référence ou si vous connaissez des sites web de qualité traitant du thème abordé ici, merci de compléter l'article en donnant les références utiles à sa vérifiabilité et en les liant à la section « Notes et références ».
Le  Syndicat des travailleurs corses / Sindicatu di i travagliadori corsi (ou STC) est un syndicat créé en Corse le 1er mai 1984, qui s'inscrit dans la mouvance du nationalisme corse.

## Principaux repères chronologiques
- 1er mai 1984 : création du STC.
- juin 1985 : premier congrès.
- octobre 1988 : deuxième congrès.
- 1988 : premier numéro du périodique Avvene - Liberazione suciale.
- 2005 : le STC-Marins détourne un navire pour protester contre la menace de privatisation de la SNCM.

## Histoire

### Premières années (1984-1991)
La création de ce syndicat s'inscrit dans une stratégie de diversification du mouvement nationaliste. Le mot d'ordre était alors d'investir tous les terrains de lutte et de mettre en place des contre-pouvoirs,. Au cours des premières années, le STC reste visiblement sous la coupe du mouvement indépendantiste, mais inscrit son action dans une perspective sociale autre et large.
En 1986, le STC dispose d'environ 80 sections réparties pour trois quarts dans le secteur privé et un quart dans le secteur public.

### Repositionnement par rapport au mouvement indépendantiste (début des années 1990)
En 1991, cependant, le syndicat change de stratégie, s'autonomise, et investit véritablement le terrain social corse, au sein du secteur public, mais aussi des petites entreprises, en partie délaissées par les grandes centrales nationales. Le STC réussit à s'imposer comme une véritable structure syndicale, sans tutelle d'une structure clandestine et armée.
Mais cette volonté affichée de dépolitisation est loin d'être aboutie. Le STC réclame la reconnaissance officielle de la langue corse, refuse de condamner la violence, et prône la « corsisation » des emplois ce qui signifie qu'à compétences égales, l'emploi doit être réservé en priorité aux habitants de l'île. Le syndicat se défend de toute connotation raciste ou ethniciste. La corsisation des emplois serait la version locale du slogan de la CFDT « vivre et travailler au pays » des années 1970[réf. souhaitée].
Le STC a vu ses revendications en partie satisfaites lors d'un accord entre le syndicat et la SNCM, en septembre 2004. Cet accord prévoit entre autres de « rééquilibrer les nouveaux recrutements en faveur des insulaires »[réf. souhaitée] et a été validé par le gouvernement de Jean-Pierre Raffarin malgré les nombreuses indignations soulevées, y compris dans les rangs du gouvernement[réf. souhaitée]. 

## Représentativité
À sa création, le STC acquiert vite une représentativité parmi les marins corses. Auparavant, CGT des marins « possédait un quasi-monopole de la représentativité des marins des ports français ». Trois ans après, il obtient 17 % aux élections prud’homales de 1987. 
En 2002, le STC devance la CGT aux élections prud'homales, obtenant 35 % des suffrages contre moins de 33 % pour sa principale rivale. Avec près de 5 000 adhérents revendiqués, le STC devient le syndicat le mieux implanté en Corse[réf. souhaitée]. 
Le STC a remporté les élections prud'homales de décembre 2008, en devançant, aussi bien en Haute Corse qu'en Corse du sud, la CGT.
Aux élections professionnelles de 2022, le STC renforce sa majorité à la collectivité de Corse en progressant de 3 sièges.

## Organisation
Le secrétaire général, le trésorier et les représentants des différents secteurs, appelés secrétaires nationaux, sont élus par les militants au cours d'un congrès organisé tous les 4 ans.

### Secrétaires généraux
| Liste des secrétaires généraux du STC | Liste des secrétaires généraux du STC |
| ------------------------------------- | ------------------------------------- |
| 1984-1985                             | Jean-Paul Calendini                   |
| 1985-1991                             | Bernard Trojani                       |
| 1991-1994                             | Marie-France Giovannangeli            |
| 1994-2000                             | Étienne Santucci                      |
| 2000-2006                             | Jacky Rossi                           |
| 2006-2010                             | Etienne Santucci                      |
| 2010-2023                             | Jean Brignole                         |
| 2023-                                 | Patrick Clemenceau-Fieschi            |